# تيفاني جاكسون
تيفاني جاكسون (بالإنجليزية: Tiffany Jackson)‏ مواليد 26 أبريل 1985، هي لاعبة كرة سلة أمريكية. بدأت مسيرتها الاحترافية في سنة 2007. تم اختيارها من قبل فريق نيويورك ليبرتي خلال الدرافت. تلعب مع فريق لوس أنجلوس سباركس في دوري الاتحاد الوطني لكرة السلة النسائية.

## المسيرة الاحترافية
لعبت مع نيويورك ليبرتي من سنة 2007 إلى 2010، ثم لعبت مع تلسا شوك من سنة 2010 إلى 2015، ثم لعبت مع لوس أنجلوس سباركس في سنة 2017.

## روابط خارجية
- تيفاني جاكسون على موقع الاتحاد الوطني لكرة السلة النسائية (الإنجليزية)
- تيفاني جاكسون على موقع كرة السلة الأوروبية.كوم (الإنجليزية)
- تيفاني جاكسون على موقع كلية كرة السلة في سبورتس رفرنس.كوم (الإنجليزية)
- تيفاني جاكسون على موقع بروبوليرز (الإنجليزية)
- تيفاني جاكسون على موقع سبورتس رفرنس (الإنجليزية)